# Meet the Press
Meet the Press (englisch für Treffen Sie die Presse) ist eine US-amerikanische Polit-Talkshow, die seit 1947 jeden Sonntagmorgen (11.00 bis 12.00 Uhr) vom Fernsehsender NBC ausgestrahlt wird. Sie ist somit die am längsten laufende Fernsehserie in der Geschichte des Fernsehens. In Deutschland wurde das Format ab 1953 als „Der Internationale Frühschoppen“ (heute „Presseclub“) adaptiert. In Österreich existiert seit 1979 die Sendung Pressestunde.

## Geschichte
Meet the Press geht auf die Radiosendung American Mercury Presents: Meet the Press zurück, die ab 1945 auf dem Washingtoner Sender WRC-AM zu hören war. Am 6. November 1947 lief die erste Sendung im Fernsehen. In der Sendung stellen sich Politiker oder andere Personen des öffentlichen Interesses den Fragen einer wechselnden Runde von Journalisten. Lawrence E. Spivak, bis 1954 auch Herausgeber des konservativen Nachrichtenmagazins American Mercury, war zunächst ständiges Mitglied der Runde, später bis 1975 auch Moderator der Sendung.
Sehr ähnliche Sendungen gibt es auch von CBS (Face the Nation) und ABC (This Week).

## Moderatoren
Im Folgenden werden die Moderatorinnen und Moderatoren von Meet the Press aufgelistet.
| Moderator                                     | Zeitraum  |
| --------------------------------------------- | --------- |
| Martha Rountree                               | 1947–1953 |
| Ned Brooks                                    | 1953–1965 |
| Lawrence Spivak                               | 1966–1975 |
| Bill Monroe                                   | 1975–1984 |
| Roger Mudd und Marvin Kalb (Doppelmoderation) | 1984–1985 |
| Marvin Kalb                                   | 1985–1987 |
| Chris Wallace                                 | 1987–1988 |
| Garrick Utley                                 | 1989–1991 |
| Tim Russert                                   | 1991–2008 |
| Tom Brokaw                                    | 2008      |
| David Gregory                                 | 2008–2014 |
| Chuck Todd                                    | 2014–2023 |
| Kristen Welker                                | seit 2023 |

## „Meet the Press with Tim Russert“
Seit dem 8. Dezember 1991 wurde die Sendung von Tim Russert moderiert, und der Name der Sendung wurde nachfolgend in „Meet the Press with Tim Russert“ geändert. 1992 wurde die Länge der Sendung von einer halben auf eine volle Stunde verdoppelt.
Im ersten Teil der Sendung befragte Tim Russert einen oder mehrere Gäste aus dem öffentlichen Leben zu einem aktuellen Thema; im zweiten Teil diskutierten Journalisten verschiedener Medien die Themen der Woche mit Russert am political roundtable.
Am 13. Juni 2008 erlag Tim Russert überraschend einem Herzinfarkt.

## Nach dem Tod Tim Russerts
Die Sendung wurde nach dem Tod Russerts nicht eingestellt. Allerdings heißt sie jetzt wieder nur „Meet the Press“. Die Sendung wurde in dieser Zeit des US-Präsidentschaftswahlkampfs 2008 vorübergehend vom altgedienten NBC-Journalisten Tom Brokaw übernommen. Seit Dezember 2008 wurde sie von David Gregory, einem Journalisten, der 2005 einen Emmy Award erhielt, moderiert. Am 7. September 2014 übernahm Chuck Todd als Moderator die Sendung, seine Nachfolge trat am 17. September 2023 die Journalistin Kristen Welker an.

## Trivia
Russert beschloss die Sendung traditionell mit den Worten “That’s all for today. We’ll be back next week. If it’s Sunday, it’s ‘Meet the Press’.” (deutsch: „Das wars für heute: Nächste Woche sind wir wieder da. Immer sonntags heißt es ‚Meet the Press‘.“)
Die Titelmusik zu Meet the Press wurde vom US-amerikanischen Komponisten John Williams geschrieben.